# 塞迈斯 (卢瓦雷省)
塞迈斯（法語：Sermaises，法語發音：[sɛʁmɛz]）是法国卢瓦雷省的一个市镇，位于该省北部，属于皮蒂维耶区。

## 地理
塞迈斯（48°17'47"N, 2°12'17"E）面积21.25 平方千米，位于法国中央-卢瓦尔河谷大区卢瓦雷省，该省份为法国中北部省份，北起埃松省，西北接厄尔-卢瓦省，西南接卢瓦-谢尔省，南至涅夫勒省和谢尔省，东临约讷省，东北接塞纳-马恩省。
与塞迈斯接壤的市镇（或旧市镇、城区）包括：欧德维尔、帕讷西耶尔、鲁夫尔圣让、蒂尼翁维尔、阿贝维尔-拉里维耶尔、阿朗库尔、布朗迪、勒梅雷维卢瓦。

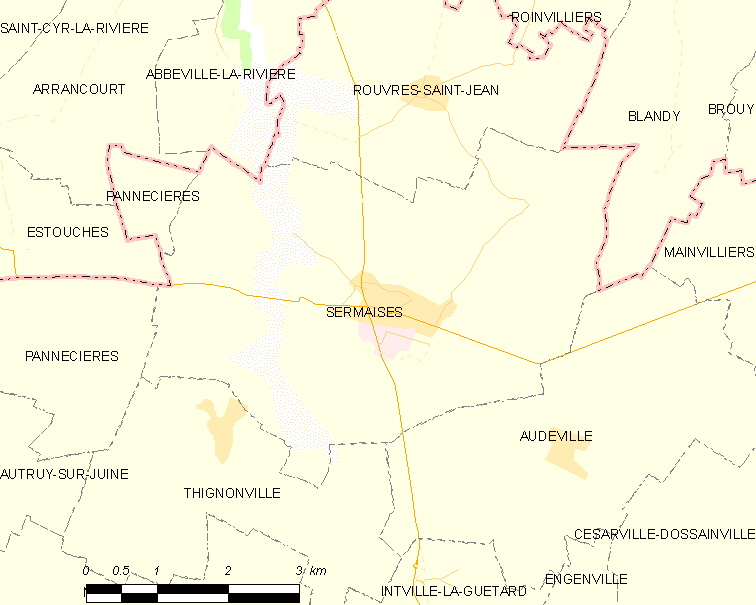
的OSM定位图

塞迈斯的时区为UTC+01:00、UTC+02:00（夏令时）。

## 行政
塞迈斯的邮政编码为45300，INSEE市镇编码为45310。

## 政治
塞迈斯所属的省级选区为皮蒂维耶县。

## 人口

1962-2008年间人口变化图示

塞迈斯于2022年1月1日时的人口数量为1703人。